# Tamași
Tamaşi é uma comuna romena localizada no distrito de Bacău, na região de Moldávia. A comuna possui uma área de 31.87 km² e sua população era de 3249 habitantes segundo o censo de 2007.